# 下和田村次左衛門
下和田村 次左衛門（しもわだむら じざえもん、明和5年（1768年） - 天保7年11月16日（1836年12月23日））は、江戸時代後期の一揆指導者。姓は森。通称は別に武七。 

## 経歴・人物
甲斐国都留郡下和田村に生まれる。天保4年（1833年）以来の凶作で飢饉に苦しむ農民の救済の為に天保7年8月20日（1836年9月30日）米商から米の押し借りをおこなうが、これが甲斐国一円に拡がる打ち毀しに発展し失敗（甲州郡内騒動）。のち捕えられ獄死した。